# 或有事項
或有事項（英語：Contingency）是一個會計學的概念，通常是指企業在會計核算中經常面臨某些不確定情形，需要會計人員作出分析和判斷，並根據重大程度決定是否在會計報表中反映。有些情形下，其最終結果須以未來事件的發生或不發生來加以證實。常見的或有事項包括:商業票據貼現、未決訴訟、產品質量保證、貸款保證等。

## 特徵
- 或有事項是過去的交易或事情形成的一種狀況，未來可能發生的事情，如未發生的經營虧損、災難、訴訟等都不構成或有事項。
- 或有事項的結果具有不確定性：例如敗訴的可能性和相關賠償額等。
- 或有事項的結果只能由未來發生的事件加以確定。
- 企業沒有能力影響或有事項的結果。

## 相關
- 國際會計準則第10號 (IAS 10) 資產負債表日後發生的事項